# 登巴 (喬治亞州)
登巴（英語：Dunbar）是位於美國喬治亞州休斯敦縣的一個非建制地區。該地的面積和人口皆未知。

## 地理
登巴的座標為32°44′27″N 83°23′52″W / 32.74083°N 83.39778°W，而該地的平均海拔高度為96米（即315英尺）。